# Bronisław
Bronisławⓘ, Bronsław, Barnisław, (zniem.) Brunisław, Brosław – męskie imię pochodzenia słowiańskiego.

## Budowa, znaczenie, formy
Imię Bronisław jest przykładem staropolskiego, złożonego, osobowego imienia dwuczłonowego, które jest reliktem pogańskich imion używanych we wczesnym średniowieczu przez Słowian. Składa się z członu Broni- ("bronić, strzec") i -sław ("sława"). Być może znaczyło "ten, kto broni sławy" lub "sławny obrońca". Witold Taszycki zaliczył Bronisława do grupy najstarszych polskich imion osobowych .
Skróconą formą tego imienia był Brosław, a żeńskim odpowiednikiem – Bronisława.
Podobne imiona staropolskie: *Bronimir, Bronisąd oraz Broniwoj.
Bronisław imieniny obchodzi: 18 sierpnia, 1 września, 3 września i 6 października.

## Osoby noszące imię
- Bronisław Bernacki (ur. 1944), pierwszy rzymskokatolicki biskup odesko-symferopolski
- Bronisław Chromy (1925–2017), polski rzeźbiarz
- Bronisław Czech (1908–1944), polski narciarz
- Bronisław Geremek (1932–2008), polski historyk i polityk
- Bronisław Komorowski (ur. 1952), prezydent RP w latach 2010–2015
- Bronisław Malinowski (1884–1942), polski antropolog
- Bronisław Malinowski (1951–1981), polski lekkoatleta
- Bronisław Marciniak (ur. 1950), rektor UAM
- bł. Bronisław Markiewicz (1842–1912)
- Bronisław Nowiński (zm. 1922), polski szlachcic, burmistrz Leżajska
- Bronisław Opałko (1952–2018), kompozytor, autor tekstów piosenek, artysta kabaretowy, odtwórca roli Genowefy Pigwy
- Bronisław Pawlik (1926–2002), polski aktor
- Bronisław Pieracki (1895–1934), polski polityk i wojskowy
- Bronisław Piłsudski (1866–1918), polski etnograf
- Bronisław Prugar-Ketling, generał dywizji Wojska Polskiego.
- Bronisław Taraszkiewicz (1892–1938), białoruski językoznawca
- Bronisław Wildstein (ur. 1952), dziennikarz, były prezes Telewizji Polskiej

## Postacie fikcyjne
- Bronisław Woyciechowski - bohater serialu Czas honoru
- Bronisław Jabłoński - bohater serialu 1920. Wojna i miłość

## Odpowiedniki w innych językach
- chorw. Branislav
- czeski Bronislav
- esperanto: Braonislavo[6]